# ロベルト・ソルディッチ
ロベルト・ソルディッチ（Roberto Soldić、1995年1月25日 - ）は、クロアチアの男性総合格闘家、プロボクサー。ボスニア・ヘルツェゴビナ共和国ビテス出身。UFDジム所属。現KSWミドル級王者。現KSWウェルター級王者。

## 来歴
ボスニア・ヘルツェゴビナ共和国（現ボスニア・ヘルツェゴビナ）のビテスで生まれ、学生時代はサッカーと柔道を経験する。その後、総合格闘技に専念することを決意するが、地元ビテスには整った総合格闘技ジムが無かったため、ボスニア・ヘルツェゴビナとクロアチアの様々なジムを転々とした。2015年、ドイツのデュッセルドルフへ移住し、UFDジムでトレーニングを積んだ。

### 総合格闘技
2014年、 プロ総合格闘技デビュー。Superior FCウェルター級王座、Final Fight Championshipウェルター級王座、SMMACウェルター級王座を獲得し、14戦12勝の戦績を残した。

#### KSW
2017年12月17日、KSW初参戦となったKSW 41のKSWウェルター級タイトルマッチで王者ボリス・マンコウスキーに挑戦し、3R終了時にコーナーストップでTKO勝ち。王座獲得に成功した。
2018年4月14日、KSW 43のKSWウェルター級タイトルマッチで挑戦者ドリカス・デュ・プレシと対戦し、左フックでダウンを奪われパウンドで2RKO負け。王座から陥落した。
2018年10月6日、KSW 45のKSWウェルター級タイトルマッチで王者ドリカス・デュ・プレシにダイレクトリマッチで挑戦し、左ストレートでダウンを奪いパウンドで3RTKO勝ち。王座奪還に成功した。
2019年5月18日、KSW 49のKSWウェルター級タイトルマッチで挑戦者クリスチャン・カスボウスキーと対戦し、カウンターの左フックでダウンを奪いパウンドで1RKO勝ち。王座の初防衛に成功した。
2021年9月4日、KSW 63のKSWウェルター級タイトルマッチで挑戦者パトリック・キンクルと対戦し、パウンドで3RTKO勝ち。2度目の王座防衛に成功した。
2021年12月18日、KSW 65のKSWミドル級タイトルマッチで一階級上のKSWミドル級王者マメド・ハリドヴに挑戦し、左フックでダウンを奪いパウンドで2RKO勝ち。ウェルター級に続いてミドル級の王座獲得に成功し、KSW二階級制覇を達成した。

#### ONE Championship
2022年8月1日、ONE Championshipと契約した。

## 戦績
| 総合格闘技 戦績 | 総合格闘技 戦績 | 総合格闘技 戦績 | 総合格闘技 戦績 | 総合格闘技 戦績 | 総合格闘技 戦績 | 総合格闘技 戦績 |
| --------------- | --------------- | --------------- | --------------- | --------------- | --------------- | --------------- |
| 26 試合         | (T)KO           | 一本            | 判定            | その他          | 引き分け        | 無効試合        |
| 21 勝           | 18              | 1               | 2               | 0               | 0               | 1               |
| 4 敗            | 2               | 0               | 2               | 0               | 0               | 1               |

| 勝敗 | 対戦相手                     | 試合結果                                   | 大会名                                                              | 開催年月日     |
| ○    | ダギ・アサラナリエフ         | 1R 1:55 KO（左ストレート）                 | ONE 171: Qatar                                                      | 2025年2月20日  |
| ×    | ゼバズチャン・カーデスタム   | 2R 0:45 TKO（スタンドパンチ連打→左膝蹴り） | ONE Fight Night 10: Johnson vs. Moraes 3                            | 2023年5月5日   |
| －   | ムラド・ラマザノフ           | 1R 3:01 ノーコンテスト（ローブロー）       | ONE on Prime Video 5: de Ridder vs. Malykhin                        | 2022年12月3日  |
| ○    | マメッド・ハリドヴ           | 2R 3:40 KO（左フック→パウンド）            | KSW 65: Khalidov vs. Soldić 【KSWミドル級タイトルマッチ】           | 2021年12月18日 |
| ○    | パトリック・キンクル         | 3R 2:55 TKO（パウンド）                    | KSW 63: Crime of The Century 【KSWウェルター級タイトルマッチ】      | 2021年9月4日   |
| ○    | ミカウ・マテルラ             | 1R 4:40 TKO（スタンドパンチ連打）          | KSW 56: Materla vs. Soldić                                          | 2020年11月14日 |
| ○    | ミカウ・ピーターザック       | 5分3R終了 判定3-0                          | KSW 50: London                                                      | 2019年9月14日  |
| ○    | クリスチャン・カスボウスキー | 1R 3:35 KO（左フック→パウンド）            | KSW 49: Soldić vs. Kaszubowski 【KSWウェルター級タイトルマッチ】    | 2019年5月18日  |
| ○    | ヴィニシウス・ボーレル       | 1R 4:24 KO（左フック）                     | KSW 46: Narkun vs. Khalidov 2                                       | 2018年12月1日  |
| ○    | ドリカス・デュ・プレシ       | 3R 2:26 TKO（左ストレート→パウンド）       | KSW 45: De Fries vs. Bedorf 【KSWウェルター級タイトルマッチ】       | 2018年10月6日  |
| ×    | ドリカス・デュ・プレシ       | 2R 1:38 KO（左フック→パウンド）            | KSW 43: Soldić vs. Du Plessis 【KSWウェルター級タイトルマッチ】     | 2018年4月14日  |
| ○    | ボリス・マンコウスキー       | 3R 5:00 TKO（コーナーストップ）            | KSW 46: Narkun vs. Khalidov 2                                       | 2018年12月1日  |
| ○    | ルイス・ロング               | 1R 0:40 KO（左ハイキック）                 | Cage Warriors 87                                                    | 2017年10月14日 |
| ○    | デズ・パーカー               | 1R 3:29 TKO（スタンドパンチ連打）          | Superior FC 18 【SuperiorFCウェルター級タイトルマッチ】             | 2017年9月16日  |
| ○    | スロボダン・ヴキッチ         | 1R 1:04 KO（左ストレート）                 | Serbian Battle Championship 14                                      | 2017年7月8日   |
| ○    | ラファル・レウォン           | 3R 1:56 TKO（スタンドパンチ連打）          | Superior FC 16 【SuperiorFCウェルター級タイトルマッチ】             | 2017年3月11日  |
| ○    | イヴィカ・トルセック         | 1R 1:47 TKO（左ハイキック→パウンド）       | Final Fight Championship 27 【FFCウェルター級タイトルマッチ】       | 2016年12月17日 |
| ○    | パスカル・クローサー         | 1R 1:34 TKO（左フック→パウンド）           | SMMAC 4 【SMMACウェルター級タイトルマッチ】                         | 2016年10月1日  |
| ×    | ヤロスラフ・アモソフ         | 5分3R終了 判定1-2                          | Tech-Krep FC: Prime Selection 8 【Tech-KREPウェルター級王座決定戦】 | 2016年6月18日  |
| ○    | ヴァソ・バコセビッチ         | 3R 1:51 TKO（ボディへの左膝蹴り）          | Serbian Battle Championship 8                                       | 2016年5月5日   |
| ○    | サーザ・ドロバッチ           | 5分3R終了 判定3-0                          | Final Fight Championship 20                                         | 2015年10月23日 |
| ×    | マルコ・ラダコビッチ         | 5分2R終了 判定0-3                          | Montenegro Fighting Championship 3                                  | 2015年7月27日  |
| ○    | ウラジミール・プロダノビッチ | 2R 1:30 TKO（左膝蹴り）                    | Serbian Battle Championship 5                                       | 2015年5月9日   |
| ○    | サボ・ラジッチ               | 1R 2:05 KO（左ミドルキック）               | Arti Fighting Championship 4                                        | 2015年3月15日  |
| ○    | ムラデン・ポンジェビッチ     | 1R 0:35 ギロチンチョーク                   | Thunderman Fight Night 1                                            | 2014年12月21日 |
| ○    | アンテ・アリロヴィッチ       | 2R 2:50 TKO（パウンド）                    | Arti Fighting Championship 3                                        | 2014年10月19日 |

## 獲得タイトル
- 第6代KSWミドル級王座（2021年）
- 第3代・第5代KSWウェルター級王座（2017年・2018年）
- Superior FCウェルター級王座（2017年）
- 第2代Final Fight Championshipウェルター級王座（2016年）
- SMMACウェルター級王座（2016年）